# 유대 (삼국지)
유대(劉岱, ? ~ 192년 음력 4월)는 중국 후한 말의 정치인이다. 자는 공산(公山)이며 청주 동래군 모평현(牟平縣) 사람이다. 전한 유방의 후손으로 명망이 있었다. 연주자사로 있던 중 청주에서 일어난 황건적에게 목숨을 잃었다. 동 시기 이름과 자가 모두 일치하는 동명이인이 존재한다.

## 생애

### 영제 시절
한나라 제효왕(齊孝王) 유장려의 작은아들 모평공후(牟平共侯) 유설(劉渫)의 가계로 백부 유총(劉寵)은 태위에 오르기도 했다. 185년(중평 2년), 영제가 동상을 만드려는데 비용이 부족해 농토 한 무(畝, 묘)당 10전(錢)을 징수하고자 했다. 백성들은 수해와 한해(旱害)로 인해 고통스러워하던 차였다. 낙안태수(樂安太守) 육강이 상소를 올려 간했다가 황제의 총명을 망국에 빗대 불경을 저질렀단 모함을 받았다. 시어사(侍御史) 유대가 이 건을 살펴 면직으로 그치게 해주었다.

### 연합군 결성과 해체
189년(중평 6년), 시중(侍中)을 지내던 중 이부상서(吏部尙書) 주비와 상서랑(尙書郞) 허정에 의해 연주자사에 올라 여러 이들과 함께 동탁 토벌을 모의하였다. 190년(초평 원년), 원소를 맹주로 반동탁 연합군을 일으켰다. 유대는 예주자사 공주, 진류태수 장막, 동군태수 교모, 광릉태수 장초, 장홍과 나란히 진류군 산조현(酸棗縣)에서 맹세했으며 유대 등 대부분의 연합군이 산조에 주둔하였다. 연합군의 일원인 기주목 한복이 위군 업현에 주둔하며 되레 군량 공급을 줄였다. 유대가 ‘동탁은 무도하여 공공의 적이라 죽음이 얼마 남지 않았으니 우려할 필요가 없다. 단지 동탁 사후에는 회군해 한복을 토벌해야 한다. 강병을 끼고도 흉역하니 어찌 이대로 둘 수 있겠는가’란 글을 쓰기도 하였다. 어쨌든 연합군은 동탁군이 강하다며 서로들 전진을 미루기만 하다가 식량이 떨어져 해산하였다. 교모와는 서로 미워하는 사이여서 교모를 죽이고 왕굉(王肱)이 동군태수 업무를 보도록 했다.

### 원소 대 공손찬
192년, 원소와 공손찬이 전쟁을 치르고 있었다. 유대는 이전부터 원소, 공손찬 둘 다 친하게 지내 원소의 처자가 유대가 있는 곳에 살았고, 공손찬의 종사(從事) 범방(范方)은 기병을 거느리고 유대를 도우고 있었다. 공손찬이 유대에게 ‘원소와의 관계를 끊어 그 처자를 자신에게 보내라’고 하였고, 범방에게는 별도로 ‘유대가 이에 응하지 않으면 일단 그대로 복귀하라. 원소를 평정한 후에 진공하겠다’고 하였다. 유대는 연일 결단하지 못했다.
별가(別駕) 왕욱(王彧)이 재야의 정욱이 지모가 있어 큰일을 판단할 수 있을 거라 하였다. 정욱을 불러 자문하니 답하기를, “가까이 있는 원소가 아닌 멀리 있는 공손찬의 도움을 바란다면 물에 빠진 자를 구조하겠다고 물에 익숙한 월(越) 땅의 사람을 빌리겠단 격입니다. 대저 공손찬은 원소의 적수가 되지 못합니다. 현재 원소가 열세여도 결국은 공손찬을 사로잡을 것입니다.”라기에 그 조언을 따랐다. 과연 범방이 채 도착하기도 전에 공손찬이 대패하였다. 정욱을 기도위로 삼으려 했으나 거절당했다.

### 청주 황건적
4월(음력), 청주 황건적 백만이 연주로 쳐들어와 임성국상(任城國相) 정수(鄭遂)를 죽이고 동평국으로 들어왔다. 제북상 포신이 진언하기를, “적은 백만이고 백성은 덜덜 떨며 사졸은 투지가 없어 지금 맞서면 안 됩니다. 적은 치중(輜重) 없이 오직 약탈에만 기대므로 우선은 굳게 지키기만 해 군사력을 축적해야 합니다. 적은 싸우려 해도 그러지 못하면 그 세가 흩어질 것입니다. 그 후에 정예병으로 요해처를 점거한 채 들이친다면 깨트릴 수 있습니다.”라 하였다. 유대는 이를 뿌리치고 응전했다가 전사하였다.

## 성품과 평가
부모 형제에게 잘하고 자비심이 많아 인자했으며 자신을 비워 남을 받아주었다. 도구홍은 유대와 유요 형제를 연달아 추천하며 ‘두 마리 용을 거느리고 먼 길을 가거나 기기(騏驥)를 부려 천 리를 달리는 격’이라고 말하였다.

## 동명이인
조조의 부하 중에 ‘유대’란 이름도, ‘공산’(公山)이란 자까지도 똑같은 동명이인이 있다. 다만 출신지가 예주 패국이다. 199년(건안 4년), 서주자사 차주를 쓰러트리며 거병한 유비를 조조의 명에 따라 왕충과 함께 쳤으나 이기지 못했다. 유비는 유대 등에게 “너희 백 명이 온대도 나를 어찌할 수 없다. 조조가 몸소 온다면 모를까!”라 하였다. 한편 사공장사(司空長史)로서 조조의 정벌을 좇으며 공을 세웠기에 열후(列侯)에 봉해졌다고도 한다.

## 삼국지연의
사서가 아닌 소설 《삼국지연의》에서는 두 유대를 합쳐 한 인물로 설정하였다. 제5회, 연주자사로서 반동탁 연합군에 참가해 제4진이 되는 것이 첫 등장이다. 제6회, 교모를 죽인 이유는 양식을 빌려주지 않았기 때문으로 설명한다. 제15회, 동생 유요의 가계를 해설할 때 언급된다.
제22회, 유비가 서주에서 차주를 해치며 군사를 일으키고 하북의 원소와 연계한다. 승상 조조는 유대를 전군, 왕충을 후군으로 삼아 5만 명의 병력으로 유비를 치게 한다. 유대는 조조가 연주를 취했을 때 그 휘하로 들어가 편장(偏將)이 된 상태이다. 조조는 원소를 격파한 후에 유비를 응징할 테니 승상의 깃발을 들어 조조가 직접 간 척하면서 가볍게 진군하지 말란 분부를 내린다.
서주 100리 거리에서 하북의 소식을 기다리는데 조조가 진격하라고 재촉한다. 서로 먼저 가라며 미룬 끝에 제비뽑기를 통해 왕충이 절반을 이끌고 나아갔다가 관우에게 사로잡힌다. 유대는 왕충이 잡히자 장비의 도발에도 끄떡 않으며 수비를 굳힌다. 장비는 술에 취한 척 병사를 매우 때린 후 몰래 풀어줘 이 날 2경(更)에 습격할 것이란 정보를 흘린다. 유대가 진영을 비우고 매복한 채 기다린다. 장비는 2개 부대를 유대의 진영 후방에 배치하고 30여 명만을 들여보내 방화한다. 유대군은 장비군이 함정에 걸린 줄 알고 나왔다가 궤멸되고 유대도 장비에게 붙잡힌다.
유비가 둘을 잘 대해주고는 ‘차주가 자신을 살해하려 했기 때문에 부득불 손쓴 것이지 조조를 배신할 생각은 없다’며 되돌아가 자신을 변호해줄 것을 부탁한다. 이를 약속하고 귀환하는데 십여 리 되지 않아 장비가 길을 막아서며 죽이려든다. 마침 관우가 달려와 말리고 장비가 ‘둘은 또 공격해올 것’이라고 하자 ‘삼족이 멸해진대도 다시 오지 않겠다’고 다짐한다. 허도로 복귀해 유비는 배반한 게 아니라고 두둔하니 조조가 참하려 한다. 제23회, 공융의 만류 덕분에 목숨을 건지는 것을 끝으로 더 이상 등장하지 않는다.

## 가계
- 할아버지 : 유본(劉本) 혹은 유비(劉丕)[13] - 여러 경전을 배워 박학했기에 통유(通儒)라 불렸다. 현량방정(賢良方正)으로 뽑혀 평원군 반현장(般縣長)을 지냈다.[14]
  - 아버지 : 유여(劉輿) 혹은 유방(劉方) - 산양태수에 재직하였다.[14]
    - 동생 : 유요

## 같이 보기
- 삼국지 인물 목록

## 참고 문헌
- 《삼국지》1권 위서 제1 무제기(조조전)